# Igor Ozim
Igor Ozim, né le 9 mai 1931 à Ljubljana (royaume de Yougoslavie) et mort le 23 mars 2024 à Salzbourg (Autriche), est un violoniste et professeur de musique classique, yougoslave puis slovène.

## Biographie
Igor Ozim est né le 9 mai 1931 à Ljubljana, alors dans le royaume de Yougoslavie, aujourd'hui capitale de la Slovénie. Il est originaire d'une famille de musiciens : ses parents jouaient du piano et son frère du violon. À l'âge de cinq ans, il prend des cours privés avec Leon Pfeifer, un ancien élève d'Otakar Ševčík, à l'Académie de musique de Ljubljana (1949–1951). Il entre dans la classe de Pfeifer à l'Académie à l'âge de 8 ans.
En 1949, il reçoit une bourse du British Council pour étudier au Royaume-Uni. Il passe trois mois au Royal College of Music à apprendre le Concerto pour violon en si mineur d'Elgar sous l'un de ses plus grands représentants, Albert Sammons, suivi de deux ans d'études avec Max Rostal.
En 1951, Ozim remporte le Concours international de violon Carl Flesch et fait ses débuts au Wigmore Hall peu de temps après, interprétant le Concerto pour violon en mi mineur de Mendelssohn, avec l'Orchestre philharmonique royal de Liverpool sous la direction de Hugo Rignold. En 1953, il remporte le Concours international de musique de l'ARD à Munich.
Igor Ozim retourne dans son pays d'origine afin de donner de nombreux concerts. Il fait également de nombreuses tournées à travers l'Europe, l'Union soviétique, les États-Unis, l'Australie, la Nouvelle-Zélande et l'Extrême-Orient.
Il enseigne au conservatoire de Ljubljana de 1960 à 1963, puis à Cologne.
Il possède un répertoire d'une soixantaine de concertos pour violon et de nombreuses œuvres de musique de chambre. Il apparaît dans plusieurs premières performances et de nombreuses œuvres lui sont dédiées. L'Orchestre philharmonique de Berlin, l'Orchestre philharmonique de Londres, l'Orchestre symphonique de Londres, l'Orchestre symphonique de la BBC et l'Orchestre philharmonique de Varsovie font partie notamment des orchestres avec lesquels il se produit.
Il donne des  classes de maître dans de nombreux pays et au Mozarteum de Salzbourg, en Autriche, après avoir auparavant enseigné à la Musikhochschule de Cologne, en Allemagne et à la Hochschule der Künste de Berne, en Suisse. Ses étudiants incluent Božena Angelova, Rachel Kolly d'Alba, Lea Birringer, Kurt Sassmannshaus, Peter Tanfield, Olivier Thouin, Patricia Kopatchinskaja et Richard Tognetti, ainsi que les dirigeants actuels et passés de l'Orchestre philharmonique de Berlin, de la Bavarian Radio Symphony, de l'Orchestre de Zurich Tonhalle, Dresden Staatskapelle, Orchestra of the Royal Opera House et bien d'autres.
Igor Ozim a réalisé un certain nombre d'enregistrements, notamment en contribuant à des enregistrements intégraux des trios avec piano de Mozart et de la musique de chambre de Schubert. Il a également enregistré des concertos pour violon que ses compatriotes lui ont dédié, tels Natko Devčić (1961), Lucijan Marija Škerjanc, Ivo Petrić, Janez Matičič et Uroš Krek (Inventiones ferales, 1961), ainsi que le concerto de Milko Kelemen.
De 1985 à 1990, il est membre du trio avec piano Arion.
Il participe comme membre du jury à des compétitions de violon renommées, comme le Concours d'Indianapolis (1990), Isang Yun en 2004 et le Concours international de violon Henri Marteau, en 2008, 2011 et 2014.
Il a produit des éditions de diverses œuvres du répertoire de violon classique et contemporain, y compris les concertos pour violon de Mozart publié au sein de la Neue Mozart Ausgabe.
Il joue sur un violon de Domenico Montagnana de 1737.